# David Svoboda
David Svoboda (n. 19 martie 1985, Praga, Cehoslovacia) este un sportiv ceh, medaliat olimpic. A participat la 3 ediții ale Jocurilor Olimpice (2008, 2012, 2016) în care a câștigat o medalie de aur.